# Mpule Kwelagobe

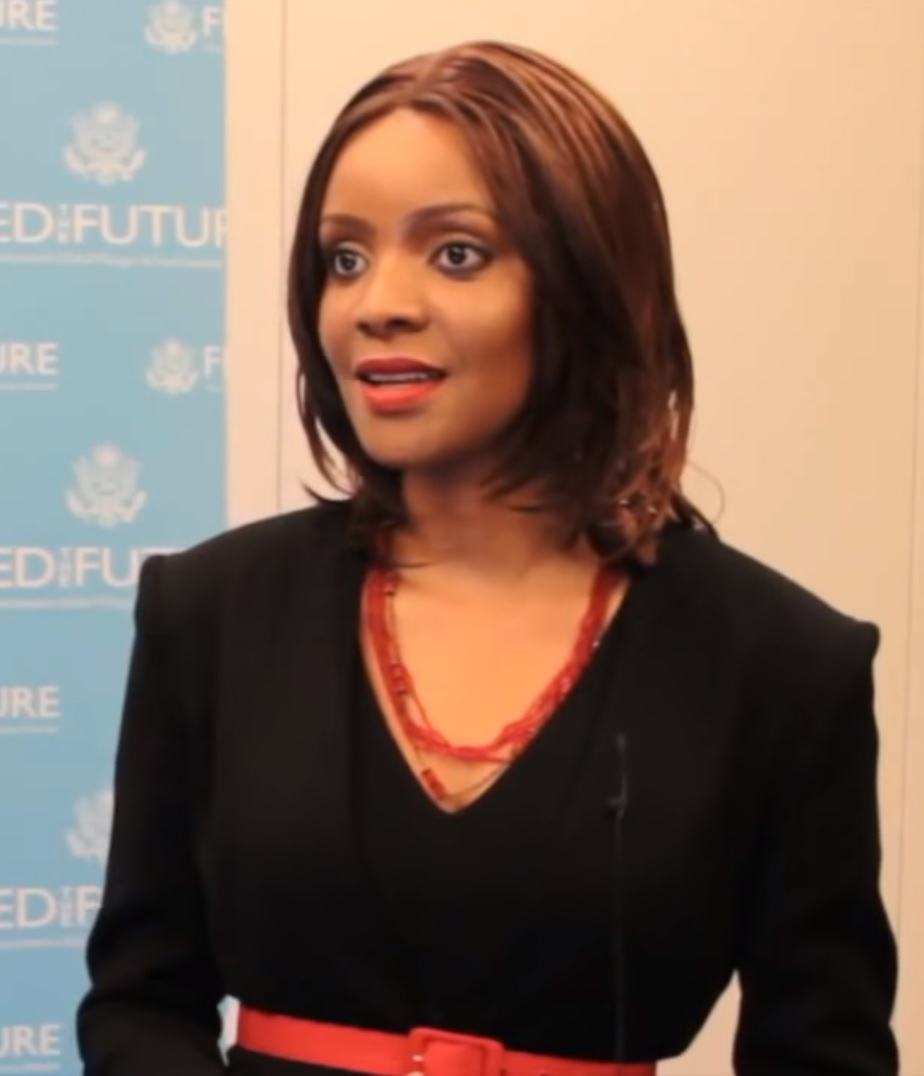
Mpule Kwelagobe

Mpule Keneilwe Kwelagobe (ur. 1980) – botswańska modelka, Miss Universe w 1999 roku.
Urodziła się w 1980. Pochodzi z Lobatse w Botswanie. Była pierwszą reprezentantką Botswany w konkursie Miss Universe; tytuł zdobyła w maju 1999 roku. Po wyborze zdobyła wielką popularność w ojczyźnie. Zaangażowała się w działalność na rzecz osób chorych na AIDS.